# Verduguillo
Verduguillo era una espasa de fulla llarga i estreta, una mena d'estoc estret. Feria de punta com el floret i l'espasí.
En el món de la tauromàquia, el verduguillo (verdugo, estoque de cruceta, o cruceta de descabellar), és una espasa que el torero utilitza per al descabello en el cas que la seva estocada no hagi estat eficaç.